# マンソリー・ビテッセ・ローズ
マンソリー・ビテッセ・ローズ (Mansory Vitesse Rose) は、ドイツの自動車チューニングメーカーであるマンソリー社が、ベントレー・コンチネンタルGT・スピードをベースに開発した車種である。
"Vitesse"は、フランス語で「速度」、英語の "velocity" を意味し 、"Rose"は「バラ」「バラ色」を意味する。その名が示す通り、ベントレー・コンチネンタルGTのなかでも上位に位置するコンチネンタルGT・スピードをベースに開発された。ボディがピンクに包まれたクーペであり、フランクフルト・モーターショーで発表された。
ボディの大半がピンク色に包まれた派手なデザインであり、昼間点灯LEDライト装備・車体周囲のエプロン、サイドスカート・カーボンファイバー製のボンネットなどが挙げられる。